# Technische Universität Brünn
Die Technische Universität in Brünn (tschechisch: Vysoké učení technické v Brně), kurz VUT, ist eine technische Universität in Tschechien. Sie umfasst heute 8 Fakultäten. Studiengänge werden auch auf Englisch angeboten. 1899 wurde sie als Tschechische technische Hochschule in Brünn gegründet.

## Geschichte
Im Jahre 1847 wurde eine deutsch-tschechische Lehranstalt mit dem zweisprachigen Namen k. k. Technische Lehranstalt - c. k. technické učiliště errichtet. Im Jahre 1873 wurde aus der Lehranstalt eine Technische Hochschule. Der zweisprachige Unterricht bereitete aber etliche Schwierigkeiten, sodass sich die Forderungen nach einer eigenen tschechischen Hochschule mehrten. Am 19. September 1899 unterzeichnete Kaiser Franz Joseph I. (Österreich-Ungarn) die Urkunde über die Errichtung der k. k. Tschechischen technischen Hochschule Franz Josephs in Brünn (c. k. Česká technická vysoká škola Františka Josefa v Brně). 1901 folgte das Promotionsrecht. Als erstes Studium wurde Bauingenieurwesen gelehrt. Für Elektrotechnik wurde die erste Lehrkanzel in Österreich-Ungarn eingerichtet. Der erste und bedeutendste Förderer der Hochschule war der Jurist und Politiker Wenzel Robert von Kaunitz, der ihr 1908 seinen eigenen Stadtpalast als Studentenheim schenkte. Ab 1918 trug die Hochschule den Namen Tschechische technische Hochschule in Brünn (Česká vysoká škola technická v Brně). 
Die parallel existierende deutsche Hochschule wurde ab 1911 als k. k. Deutsche Technische Hochschule bezeichnet. Sie bestand bis 1945.
Im Kaunitz-Wohnheim bestand während der deutschen Besetzung 1939–45 ein berüchtigtes Gestapo-Gefängnis.
Im Jahre 2000 wurden zwei Fakultäten in Zlín abgeteilt und damit die Tomáš-Baťa-Universität in Zlín gegründet.

## Fakultäten

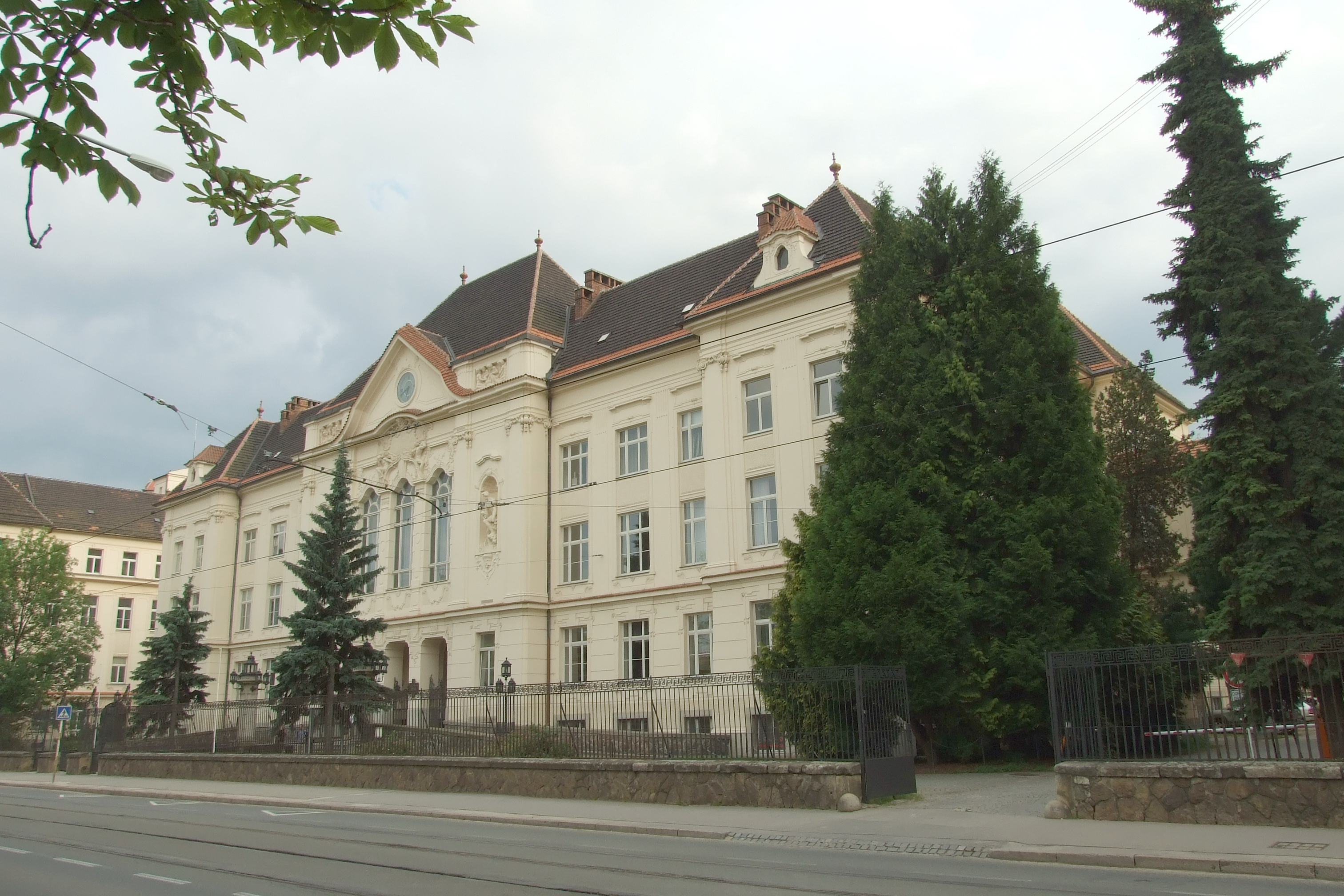
Fakultät für Bauingenieurwesen

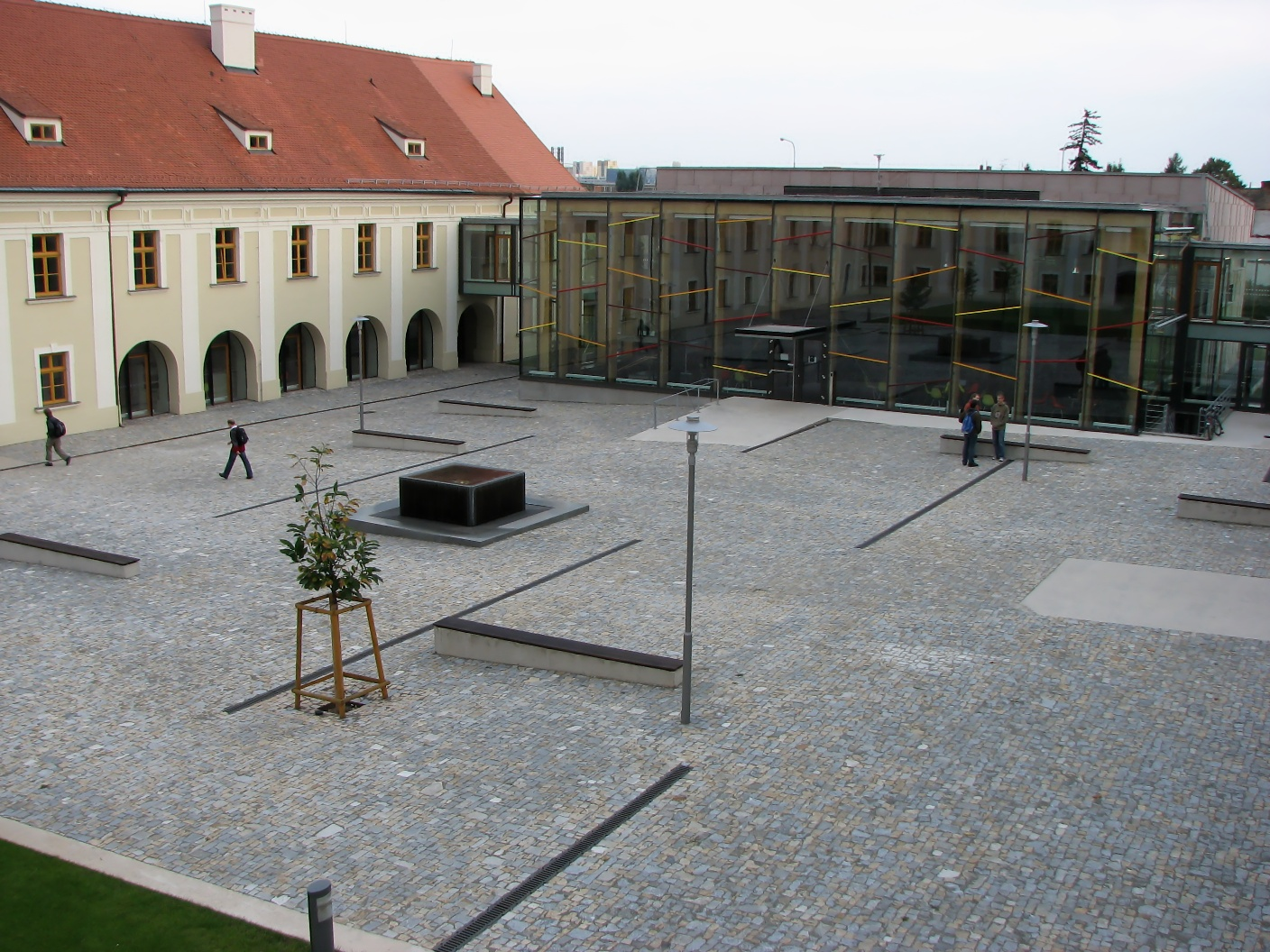
Fakultät für Informatik in der ehemaligen Kartause in Královo Pole

- Fakultät für Architektur (Fakulta architektury)
- Fakultät für Bauingenieurwesen (Fakulta stavební)
- Fakultät für Betriebswirtschaftslehre (Fakulta podnikatelská)
- Fakultät für Bildende Künste (Fakulta výtvarných umění)
- Fakultät für Chemie (Fakulta chemická)
- Fakultät für Elektrotechnik und Kommunikationstechnologie (Fakulta elektrotechniky a komunikačních technologií)
- Fakultät für Informatik (Fakulta informačních technologií)
- Fakultät für Maschinenbau (Fakulta strojního inženýrství)

## Persönlichkeiten
- Gregor Mendel (1822–1884), Entdecker der genetischen Vererbung, ab 1851 Dozent
- Karel Hugo Kepka (1869–1924), Professor für Hochbau
- Emil Králík (1880–1946), Professor für Hochbau und Architektur
- Vladimír Meduna (1909–1990), Rektor 1958–1968, Planer der Siedlung Poruba in Ostrau